# Јестира
Јестира, или Јестра (‎хебр. אסתר‎, Естхер) је главна личност истоимене књиге у Танаху (Стари завет) и догађајима повезаним са празником Пурим.

## Порекло имена
Међу Јеврејима у древним временима било је уобичајено да имају два имена – јеврејско и паганско, о чему сведоче Танах (Дан. 1:7) и други извори (1 Мак. 2:2-5). Књига о Јестири (2:7) говори о два имена за Мордехајеву ученицу - Хадаса (хебрејски: הדסה‏‎) и Јестира (хебрејски: אסתר‏, у Синодалној верзији - Јестира). Име Хадаса је женски облик речи "мирта", која се обично користи у мушком роду.
Постоје различите верзије порекла имена Естхер. Према рабину Немији, име Естер је био хетероним изведен од имена אסתהר ('истәхар) - јутарња звезда, Венера. Ова претпоставка се налази у Иалкут Схимони и Таргум Схени. Истовремено, рабин Јехошуа је веровао да је Естер њено право име, а добила је име Хадаса због свог маслинастозелене боје тена.
У 19. веку је општеприхваћена теорија немачког асириолога Петера Јенсена да је име Естер теоним формиран у име вавилонске богиње Иштар. Такође је веровао да је њено хебрејско име Хадаса повезано са акадском речју хадашату, „невеста“, која се често користила за означавање вавилонске богиње. Међутим, његова претпоставка да сама реч хадашату значи „мирта“ није потврђена у акадским текстовима.
Године 1946, Абрахам Јахуда, у светлу Естерине поставке на персијском Суса, предложио је да први слог имена Естера (ес-) одражава персијско име за мирту, ас (اس), и стога је Естера еквивалентна име Хадаса. То га је навело да предложи да је у староперзијском постојао облик *аца (ас(с)а) који значи „мирта“, који се можда појавио у медијани као *астра и сачуван као име אסתר на хебрејском. Тумачење које сугерише позајмицу из персијског није било вероватно, пошто је семитска реч за мирту коришћена много раније од контакта са персијским говорницима.
Ран Задок је 1986. оповргао етимолошку корелацију између вавилонске Иштар и Естер по две тачке. Први је био повезан са фонолошким променама у речима позајмљеним у семитским језицима. Хебрејски облик Естера, 'стр, није еквивалентан акадском Иштар, пошто касније позајмљене речи са акадског на арамејски задржавају оригинално "ш" без да постану "с". Друго, име Иштар је искључиво теоним; само је његов увелико измењен облик коришћен као антропоним. Цадок је затим изнео алтернативну теорију у којој би једина веродостојна генератив могла бити староперсијска реч за „звезду“ (персијски ستاره ‎, сетаре), која се обично транскрибује као „стара“, сродна са грчким αστηρ (астер као у „астрономији“ ), реч коју су коментатори хеленистичке ере користили да тумаче њено име.

## Јестирина историја
Јестира (раније Хадаса) била је рођака, а потом и усвојена ћерка Јеврејина Мардохеја (Мордехаја), који је живео у граду Сузи и једном спасао живот персијском краљу Артаксерксу. Када је краљ бирао себи нову жену, уместо поносне краљице Вашти, коју је он одбацио, његов избор је пао на Јестиру. Естхер није била само лепа. Била је тиха, скромна, али енергична жена, жарко одана свом народу и својој вери.
Успон Јеврејке изазвао је завист и гнев код неких дворјана, а посебно код Амана, Амаличанина који је вршио власт са изузетном ароганцијом и деспотизмом. Изнервиран што се Мардохеј према њему понашао без понизности, Аман је одлучио да уништи не само њега, већ и цео његов народ, и добио је краљеву сагласност да изда декрет о истребљивању Јевреја. Сазнавши за то, Мардохеј је захтевао од Јестире да се заложи пред краљем у име свог народа. Храбра Јестира, у страху да ће изгубити положај и живот, супротно строгом дворском бонтону, појавила се краљу без позива и убедила га да присуствује гозби коју је припремила, током које му се обратила са молбом за заштиту. Сазнавши о чему се ради, цар је наредио да се Аман обеси на вешала која је припремио за Мардохеја и да се поништи указ о истребљењу Јевреја, послат је нови указ: о праву Јевреја да бране се и уништавају оне које сматрају својим непријатељима и који су их напали. На основу ове уредбе, Јевреји су добили право да се бране оружјем у рукама, побунили су се и убили многе непријатеље (око 70 хиљада људи), а десет Аманових синова доживело је исту судбину као и њихов отац.
Гробница Естер и Мордохеја, као и храм посвећен њима, налази се у граду Хамадан (древна Екбатана) у модерном Ирану.

## Књига о Јестири
У знак сећања на овај догађај, Јевреји су установили посебан празник Пурим. Ова прича је описана у Књизи о Јестири, смештеној у Библији између Књиге о Јудити и Књиге о Јову. Написана је на хебрејском са укљученим одабраним персијским и арамејским речима. Божје име се никада не налази у оригиналном хебрејском тексту. Историјска основаност књиге је сумњива, али нема убедљивих доказа за супротно. Библиотичари попут Землера видели су Књигу о Јестири не као стварну историју, већ као неку врсту параболе.
Извори
1. ↑  „Пројекат Растко: превод Ђура Даничић : Књига о Јестири”. www.rastko.rs. Приступљено 2023-12-23.
2. ↑  „Megillah 13a:12”. www.sefaria.org. Приступљено 2023-12-23.
3. ↑  „Yalkut Shimoni on Nach 1053:7”. www.sefaria.org. Приступљено 2023-12-23.
4. ↑  Редакция. „Эсфирь”. Электронная еврейская энциклопедия ОРТ (на језику: руски). Приступљено 2023-12-23.